# El rey (película de 2004)
El rey es una película colombiana filmada y estrenada en el año 2004, la cual cuenta la historia de Pedro Rey y los inicios del narcotráfico en Colombia.Ganadora de diversos premios culturales y de selección pública alrededor del mundo. estuvo nominada a los Premios Goya en España y era candidata para participar en los Óscar del año 2005 en la nominación de Mejor Película Extranjera, aunque no logró entrar en la categoría final.

## Argumento
La película, que se sitúa en la ciudad colombiana de Cali a finales de los años 60 narra la historia de Pedro Rey, uno de los primeros jefes de los cárteles colombianos del narcotráfico, su progreso desde la propiedad de un local nocturno hasta llegar a dominar el mercado de los mismos Estados Unidos y posterior caída. Se narra la corrupción de todos los estamentos políticos, que permiten que la gente sin principios pueda ascender a base de muerte y dinero.

## Tria
Antonio Dorado, director del film, tuvo un cameo en una de las escenas. Es visto en una escena que trascurre en Estados Unidos, al tomar una foto de Pedro Rey y su pareja.